# 茂木和範
茂木 和範（しげき かずのり、1952年12月10日 - ）は、日本の俳優。佐賀県出身。希楽星所属。

## 出演

### テレビドラマ
- 仮面ライダーBLACK 第14話「マグロが消えた日」、第27話「火を噴く危険道路」（1988年）
- 私鉄沿線97分署 第74話（1986年、ANB・国際放映） - 多摩川銀行行員
- スーパー戦隊シリーズ
  - 鳥人戦隊ジェットマン #18（1991年） - 医師
  - 電磁戦隊メガレンジャー #5
- ウルトラシリーズ
  - ウルトラマンガイア #12コンビナート職員
  - ULTRASEVEN X - #1報道局員
- はみだし刑事情熱系（1996年） - 岡野史雄 役
- いのちの島 - トオルの父
- チャレンジド - #1教育員
- キイナ〜不可能犯罪捜査官〜 - #8刑事
- スマイル - #5中年の男
- 花より男子2
- 花より男子
- 新・美味しんぼ
- 美味しんぼ
- 柳生十兵衛七番勝負 島原の乱
- 刑事蟹沢石太郎
- ひみつな奥さん - マネージャー
- 弁護士のくず
- 不信のとき〜ウーマン・ウォーズ〜
- 松本清張SP共犯者 - 警備員
- 松本清張SP蒼い描点
- キッチン・ウォーズ
- 赤い奇跡
- 銭華2
- 渡る世間は鬼ばかり
- 熟年離婚
- 功名が辻
- 貞操問答
- 喰いタン
- 殺意の楔
- 救命病棟24時
- 交渉人
- 特命係長 只野仁
- 獄窓記
- めだか
- 世界の中心で、愛をさけぶ
- 逃亡者
- さよなら、小津先生スペシャル
- 離婚弁護士
- 赤い霊柩車⑲見知らぬ招待客
- 温泉若おかみの殺人推理14（2004年） - 浜崎一郎 役
- かりん（レギュラー）
- 春の波涛（レギュラー）
- 彼
- ビーファイター
- 唐津佐用姫殺人事件
- ビッグマネー
- アウトドアクッキング
- 復讐法廷
- 超完全犯罪の女医
- 事件
- 日向夢子調停委員事件簿5（2008年） - 遠野刑事 役
- 明日の光をつかめ（2013年） - 新庄良樹 役
- デパート仕掛け人!天王寺珠美の殺人推理7（2014年） - 美馬裕史 役
- リーガル・ハイ
- マルホの女〜保険犯罪調査員〜 - 税理士
- 元彼の遺言状 第8話（2022年5月30日、フジテレビ） - ホームレス・サクさん 役

### 映画
- モスラ3 キングギドラ来襲
- 252 生存者あり - 消防救助副部長
- それでもボクはやってない
- デスノートII
- the grudge2
- ぼくらの七日間戦争2
- 雨あがる

### 舞台
- 鬼あざみ 新橋演舞場
- 天神様のほそみち 陽炎座
- 一人語り公演 宮沢賢治作「注文の多い料理店」久留米市立宮の陣小学校（福岡県）、鎌倉中央公民館（市教育委員会後援）上町（小山市）子ども会